# Mavegro Futebol Clube
Actualités
Le Mavegro Futebol Clube est un club bissau-guinéen de football basé à Bissau, anciennement dénommé Ténis Clube de Bissau (nom changé le 13 décembre 1994).

## Histoire
Appelé à sa création Ténis Clube de Bissau, et devient en 1994, Mavegro Futebol Clube.

## Palmarès et records

### Palmarès
Le palmarès du Mavegro Futebol Clube se résume en trois coupes et une supercoupe.
| Compétitions nationales | Compétitions internationales |
| --- | --- |
| - Championnat de Guinée-Bissau (0) - Vice-champion : 2006 et 2008 - Coupe de Guinée-Bissau (3) - Vainqueur : 1994, 2002, 2004 - Finaliste : 2000 - Supercoupe de Guinée-Bissau (1) - Vainqueur : 1994 - Finaliste : 2004 | - Coupe des clubs champions africains (0) - Meilleure performance : Néant - Coupe d'Afrique des vainqueurs de coupe (0) - Meilleure performance : Néant - Coupe de la confédération (0) - Meilleure performance : Néant |